# Ordre colonial de l'Étoile d'Italie
L'ordre colonial de l'Étoile d'Italie (en italien Ordine coloniale della Stella d'Italia) est une décoration militaire italienne fondée comme un ordre colonial de la chevalerie le 18 juin 1914 par le roi Victor-Emmanuel III, pour récompenser les soldats déployés dans la colonie de Libye.
L'ordre était tombé en désuétude en 1943, lorsque les forces alliées de l'Axe ont repris les colonies de l'Afrique du Nord italienne.

## Descriptions
- La médaille de l'Ordre se compose d'une étoile à cinq branches en émail blanc et or repéré au centre d'un bouclier circulaire rouge, une bordure verte, avec les initiales VE couronné d'or, sous la date de fondation de l'ordre. Le tout est surmonté d'une grande couronne royale en or.
- Le ruban est rouge, garni de blanc et vert.

|             |          |            |                |                       |
| Ruban       |          |            |                |                       |
| Chevalier   | Officier | Commandeur | Grand officier | Chevalier grand-croix |
| Nombre créé |          |            |                |                       |
| 150         | 50       | 20         | 7              | 4                     |

## Récipiendaires notoires
- Emilio De Bono,
- Carlo Caneva, général italien,
- Attilio Teruzzi,
- Paolo Emilio Thaon di Revel,
- Angelo Cerica (en),
- Giuseppe Pièche (en),
- Luigi Bongiovanni,
- Benito Mussolini,
- Alessandro Ciano (it),
- Amadeo Giannini,
- Arturo Riccardi,
- Gustavo Fara,
- Federico Ciccodicola (it),
- Elia Rossi Passavanti (it),
- Giacomo Acerbo,
- Hans Hecker.